# Уильямс, Филип
Фи́лип Уи́льямс (англ. Philip Williams); род. 21 июня 1967, Лланелли) — валлийский бывший профессиональный снукерист. В настоящее время представляет свою страну на международных любительских турнирах.+

## Карьера
Стал профессионалом в 1993 году. Ни разу не достигал финальной стадии чемпионата мира и только один раз вышел в финальную стадию рейтингового турнира (British Open 1999). В сезоне 2003/04 занимал 105 место в официальном рейтинге. Свой высший брейк (139 очков) сделал в квалификации к Welsh Open 2003.
Несмотря на незначительные достижения в профессиональной карьере, Филип Уильямс регулярно представляет Уэльс на крупных любительских турнирах и участвует в турнирах для ветеранов. На чемпионате мира 2009 года он стал полуфиналистом, а на чемпионате Европы 2010 года среди ветеранов также дошёл до 1/2 финала, сделав по ходу турнира сенчури-брейк. В конце 2010 он впервые стал чемпионом мира среди ветеранов по версии IBSF.
Филип Уильямс тренируется в клубе «Terry Griffiths Matchroom».